# Х'єтіль
Х'єтіль (норв. Kjetil) — норвезьке чоловіче особове ім'я. Означає «казан жертви».

## Люди
- Х'єтіль Борх
- Х'єтіль Андре Омодт
- Х'єтіль Рекдаль
- Х'єтіль Янсруд